# Zapasy na Igrzyskach Ameryki Południowej 1990
Turniej w ramach Igrzysk w Peru 1990 rozegrano w grudniu w mieście Lima.

## Tabela medalowa
Gospodarz zawodów został zaznaczony kolorem.
| Poz.    | Państwo   |    |    |    | Łącznie |
| 1       | Peru      | 9  | 5  | 4  | 18      |
| 2       | Argentyna | 7  | 5  | 2  | 14      |
| 3       | Wenezuela | 3  | 1  | 3  | 7       |
| 4       | Brazylia  | 1  | 2  | 2  | 5       |
| 5       | Chile     | 0  | 6  | 4  | 10      |
| 6       | Ekwador   | 0  | 1  | 3  | 4       |
| 7       | Urugwaj   | 0  | 0  | 1  | 1       |
| Łącznie | Łącznie   | 20 | 20 | 19 | 59      |

## Wyniki

### W stylu klasycznym
| Waga   | złoty               | srebrny             | brązowy         |
| ------ | ------------------- | ------------------- | --------------- |
| 48 kg  | Jesús Rojas         | Andrés Montoya      | Diego Kacheroff |
| 52 kg  | Víctor Díaz         | Jesús Díaz          | Édison Viteri   |
| 57 kg  | Mauricio Moiguier   | Víctor Polo         | José Rodríguez  |
| 62 kg  | Luis Guevara        | Claudio Melita      | Edy Azuaje      |
| 68 kg  | Elio Inojosa        | Eduardo Navarrete   | Oscar Mondaca   |
| 74 kg  | Pedro Murillo       | Eduardo Lakerman    | Víctor Flores   |
| 82 kg  | Roberto Neves Filho | Jorge Ascui         | Lucio Vásquez   |
| 90 kg  | Diego Potap         | Félix Isisola       | William Bouza   |
| 100 kg | Sandro López        | Juan Alarcon        | Teobaldo Díaz   |
| 130 kg | Juan Cruz           | Valdinho Dos Santos | ----            |

### W stylu wolnym
| Waga   | złoty            | srebrny             | brązowy           |
| ------ | ---------------- | ------------------- | ----------------- |
| 48 kg  | Diego Kacheroff  | Andrés Montoya      | Jesús Rojas       |
| 52 kg  | Víctor Díaz      | Édison Viteri       | Jesús Díaz        |
| 57 kg  | Víctor Polo      | Jorge Gatica        | Mauricio Moiguier |
| 62 kg  | Edy Azuaje       | Luis Guevara        | Daniel Merchán    |
| 68 kg  | Elio Inojosa     | Eduardo Navarrete   | Oscar Mondaca     |
| 74 kg  | Eduardo Lakerman | Walter Carter       | Pedro Murillo     |
| 82 kg  | Félix Isisola    | Roberto Neves Filho | Jorge Ascui       |
| 90 kg  | Diego Potap      | Lucio Vásquez       | Rodney Loyola     |
| 100 kg | Sandro López     | Teobaldo Díaz       | Juan Alarcon      |
| 130 kg | Juan Cruz        | Jorge Centurión     | Emilio Gómez      |